# SF9
SF9 (coréen : 에스에프나인 ; acronyme de Sensational Feeling 9) est un groupe masculin sud-coréen formé sous FNC Entertainment en 2016. Lancé le 5 octobre 2016, il est le premier groupe masculin d'idoles de l'agence,.

## Biographie

### Origines
Le groupe se fait d'abord connaître grâce à des photos prises par des fans à l'aéroport international d'Incheon lorsqu'il se dirigeait pour le Japon où il allait monter sur scène pour la tournée de leur agence nommée FNC Kingdom 2015 le 11 décembre 2015. Le groupe est à ce moment-là composé de 11 membres, incluant Jinkyu (maintenu connu en tant que participant du programme Boys24) et le stagiaire non révélé de la FNC Entertainment, Alex Bell. Les photos teasers des membres ont été mises en ligne le 12 décembre, mais ne révélant que les neuf membres qui font partie du projet de leur agence nommée Neoz School. 

### Feeling Sensation(2016)
En mai 2016, les garçons participent au concours de FNC Entertainment, d.o.b (dance or band) sous le nom de Neoz Dance Team où ils affrontaient la Neoz Band Team. Ce seront eux les gagnants de l'émission avec leur premier titre nommé K.O.
Le 21 août, l'agence du groupe annonce que la Neoz Dance Team va désormais s'appeler SF9. Le 27 août, ils ont tenu leur première rencontre avec leurs fans, Surprise Festival 9 où ils ont eu l'occasion de se retrouver avec 99 fans. Une seconde nommée Surprise Festival 9 Autumn Sports Day est organisée le 25 septembre où ils ont rencontré 333 fans. Le même jour, SF9 a annoncé ses débuts officiels pour le 5 octobre.
Le premier single album de SF9 nommé Feeling Sensation est publié le 5 octobre 2016 avec le clip vidéo du titre principal Fanfare. Ils réalisent leur première performance officielle en direct au M! Countdown le 6 octobre. Ils finissent les promotions pour "Fanfare" le 6 novembre à l'Inkigayo. Le groupe commence par la suite un nouveau cycle de promotions mais cette fois-ci avec un autre titre de l'album, K.O., le 15 novembre.

### Breaking Sensation, Knight of the Sun(depuis 2017)
Le 12 janvier 2017, SF9 annonce le nom de son fanclub, Fantasy, pendant le centième anniversaire du Naver V app. Le mot est un acronyme pour : Future : Accompany : Next : Together : Affect : SF9 : You.
Leur premier EP, Burning Sensation, est publié le 6 février. Il atteint la sixième place du Billboard World Albums Chart et est publié le 15 février en Corée où il atteint la première place du Yin Yue Tai MV Chart. SF9 organise son premier fan meeting Burning Fantasy, le 25 mars 2017 avec 600 fans, marquant la promotion de ROAR.
Le 4 avril 2017, SF9 est annoncé pour un deuxième retour, juste deux mois après la fin de leurs promotions de ROAR.
Le 18 avril, SF9 publie leur nouvel EP six titres, intitulé Breaking Sensation, qui comprend le morceau-titre 쉽다 (Easy Love). Le même jour, 쉽다  (Easy Love) atteint la première place des classements iTunes K-Pop Singles et la deuxième place du K-Pop Album Chart. Il atteint aussi le top cinq des iTunes K-pop Charts au Royaume-Uni, en Allemagne, au Canada, aux Pays-Bas, en Russie, en Espagne, en Irlande, Roumanie, en Turquie, en Suède, en Indonésie, et en Norvège, et la troisième place du Chinese Kogou Chart. Le 20 septembre, le groupe annonce un retour pour octobre 2017.

## Membres
| Nom de scène | Nom de scène | Nom de naissance | Nom de naissance | Date de naissance | Nationalité  | Position                                         |
| Romanisé     | Coréen       | Romanisé         | Coréen           | Date de naissance | Nationalité  | Position                                         |
| ------------ | ------------ | ---------------- | ---------------- | ----------------- | ------------ | ------------------------------------------------ |
| Inseong      | 인성         | Kim In-seong     | 김인성           | 12 juillet 1993   | Corée du Sud | Chanteur principal, danseur                      |
| Youngbin     | 영빈         | Kim Young-bin    | 김영빈           | 23 novembre 1993  | Corée du Sud | Leader, Rappeur principal, danseur               |
| Jaeyoon      | 재윤         | Lee Jae-yoon     | 이재윤           | 9 août 1994       | Corée du Sud | Chanteur secondaire, danseur                     |
| Dawon        | 다원         | Lee Sang-hyuk    | 이상혁           | 24 juillet 1995   | Corée du Sud | Chanteur secondaire, rap, danseur                |
| Zuho         | 주호         | Baek Ju-ho       | 백주호           | 4 juillet 1996    | Corée du Sud | Rappeur principal, danseur                       |
| Taeyang      | 태양         | Yoo Tae-yang     | 유태양           | 28 février 1997   | Corée du Sud | Danseur principal, chanteur principal            |
| Hwiyoung     | 휘영         | Kim Young-kyun   | 김영균           | 11 mai 1999       | Corée du Sud | Rappeur secondaire, danseur                      |
| Chani        | 찬희         | Kang Chan-hee    | 강찬희           | 17 janvier 2000   | Corée du Sud | Rappeur secondaire, danseur, maknae (plus jeune) |

## Ancien(s) Membre(s)
| Nom de scène | Nom de scène | Nom de naissance | Nom de naissance | Date de naissance | Nationalité  | Position                            |
| Romanisé     | Coréen       | Romanisé         | Coréen           | Date de naissance | Nationalité  | Position                            |
| ------------ | ------------ | ---------------- | ---------------- | ----------------- | ------------ | ----------------------------------- |
| Rowoon       | 로운         | Kim Seok-woo     | 김석우           | 7 août 1996       | Corée du Sud | Chanteur principal, danseur, visuel |

## Discographie

### Sud-coréenne
| Année(s) | Titre                | Note(s)                            |
| -------- | -------------------- | ---------------------------------- |
| 2016     | Feeling Sensation    | Débuts officiels, 1er album single |
| 2017     | Burning Sensation    | 1er extended play                  |
| 2017     | Breaking Sensation   | 2e extended play                   |
| 2017     | Knights Of The Sun   | 3e extended play                   |
| 2018     | Mamma Mia!           | 4e extended play                   |
| 2018     | Sensuous             | 5e extended play                   |
| 2019     | Narcissus            | 6e extended play                   |
| 2019     | RPM                  | 7e extended play                   |
| 2020     | First Collection     | 1er album studio                   |
| 2020     | 9loryUs              | 8e extended play                   |
| 2020     | Special History Book | 2e album single                    |

### Japonaise
| Année(s) | Titre                    | Note(s)                            |
| -------- | ------------------------ | ---------------------------------- |
| 2017     | Fanfare                  | Débuts officiels, 1er album single |
| 2017     | Easy Love                | 2e album single                    |
| 2017     | Sensational Feeling Nine | 1er album studio                   |
| 2018     | Mamma Mia!               | 3e album single                    |
| 2018     | Now or Never             | 4e album single                    |
| 2019     | Illuminate               | 2e album studio                    |
| 2019     | RPM                      | 5e album single                    |
| 2020     | Good Guy                 | 6e album single                    |
| 2020     | Golden Echo              | 3e album studio                    |

## Vidéographie

### Dramas
| Année | Émission         | Membre(s)                                               | Chaîne                    | Rôle                        |
| ----- | ---------------- | ------------------------------------------------------- | ------------------------- | --------------------------- |
| 2016  | Click Your Heart | Tous - (Rôles principaux : Rowoon, Dawon, Zuho & Chani) | MBC Every 1 Naver TV Cast | Rowoon, Dawon, Zuho & Chani |

### Télé-réalité
| Année | Émission              | Membre(s) | Chaîne | Notes                  |
| ----- | --------------------- | --------- | ------ | ---------------------- |
| 2016  | d.o.b (Dance or Band) | Tous      | Mnet   | Concours télévisé      |
| 2016  | Spectacle Fantasy 9   | Tous      | Naver  | Voyage de fin d'études |